# Kroppetjärnen (Dalskogs socken, Dalsland)
Kroppetjärnen är en sjö i Melleruds kommun i Dalsland och ingår i Göta älvs huvudavrinningsområde.